# 홀리 크로스 칼리지 (매사추세츠주)
홀리 크로스 칼리지(College of the Holy Cross, 칼리지 오브 더 홀리 크로스)는 미국 매사추세츠주 우스터에 위치한 사립 예수회 자유미술대학이다. 1843년에 설립된 홀리 크로스는 뉴잉글랜드의 가장 오래된 가톨릭 대학교이며 미국에서 가장 오래된 대학 중 하나이다.
뉴잉글랜드 최초의 예수회 칼리지이다. 홀리 크로스 스포츠 팀을 크루세이더(Crusader)로 부르며 자주색으로 되어 있다.